# Hawalis
Lo hawalis, o bao la kiarabu è un gioco della famiglia dei mancala. Viene giocato con il nome "hawalis" nell'Oman, e con il nome "bao kiarabu" a Zanzibar (si noti che la popolazione araba di Zanzibar è in gran parte originaria dell'Oman). Il nome "bao kiarabu", in swahili, significa "bao alla araba". In molte nazioni africane si trovano altri giochi simili all'hawalis, inclusi il bao (Tanzania, Malawi, Kenya), il njomba (Mozambico, Malawi), il lela (Repubblica Democratica del Congo), il mulabalaba (Zambia), il muvalavala (Angola) e lo tschuba (Sudafrica, Mozambico). A quest'ultima variante è chiaramente ispirato anche il mancala moderno chuba.

## Regole (Oman)
Il tavoliere dell'hawalis (in Oman) è costituito da 4 file, ma ciascuna fila conta solo 7 buche. All'inizio, 2 semi vengono piazzati in ciascuna buca.
Al proprio turno, il giocatore preleva tutti i semi da una buca e li semina in senso antiorario. La semina è "con staffetta": se la semina termina in una buca occupata, il giocatore preleva tutti i semi da tale buca e riprende la semina. Se viceversa la semina termina in una buca vuota, il turno termina. Se la buca in questione appartiene alla fila interna, e la buca avversaria antistante è occupata, i pezzi presenti in tale buca sono catturati e rimossi dal gioco. In tal caso, se anche la buca "dietro" quella catturata (ovvero nella stessa colonna, fila esterna) è anch'essa occupata, anche i pezzi ivi contenuti sono catturati.
Non è possibile iniziare il proprio turno seminando da una buca con un solo seme se ci sono altre buche disponibili con più semi.
Vince chi cattura tutti i pezzi avversari.

## Regole (Zanzibar)
Le regole del bao kiarabu sono state trascritte originariamente da W. H. Ingrams (vedi bibliografia), che ne descrisse due varianti. Una delle due varianti è identica all'Hawalis dell'Oman. La seconda si distingue dall'hawalis principalmente per il tavoliere, che è un normale tavoliere da bao, costituito da 4 file di 8 buche. Le regole sono comunque le stesse dell'Hawalis con queste sole differenze:
- si semina in senso orario;
- i semi nella buca esterna avversaria vengono catturati anche se la buca interna corrispondente è vuota.